# Chromis weberi
Chromis weberi là một loài cá biển thuộc chi Chromis trong họ Cá thia. Loài này được mô tả lần đầu tiên vào năm 1928.

## Từ nguyên
Từ định danh weberi được đặt theo tên của Max Carl Wilhelm Weber, nhà động vật học người Hà Lan gốc Đức có nhiều nghiên cứu sâu rộng về mảng ngư học ở khu vực Đông Ấn.

## Phạm vi phân bố và môi trường sống
C. weberi có phạm vi phân bố rộng khắp khu vực Ấn Độ Dương - Thái Bình Dương, kể cả Biển Đỏ. Dọc theo đường bờ biển Đông Phi, C. weberi được phân bố trải dài về phía đông đến quần đảo Line; ngược lên phía bắc đến vùng biển phía nam Nhật Bản, xa về phía nam đến bờ biển bang New South Wales (Úc).
Ở Việt Nam, loài cá này được ghi nhận tại cù lao Chàm (Quảng Nam); đảo Lý Sơn (Quảng Ngãi); bờ biển Phú Yên và Ninh Thuận; cù lao Câu và một vài đảo đá ngoài khơi Bình Thuận; Côn Đảo; vịnh Nha Trang và quần đảo Trường Sa (Khánh Hòa).
C. weberi sống trên đới sườn sốc của rạn san hô viền bờ ở độ sâu khoảng 3–40 m.

## Mô tả

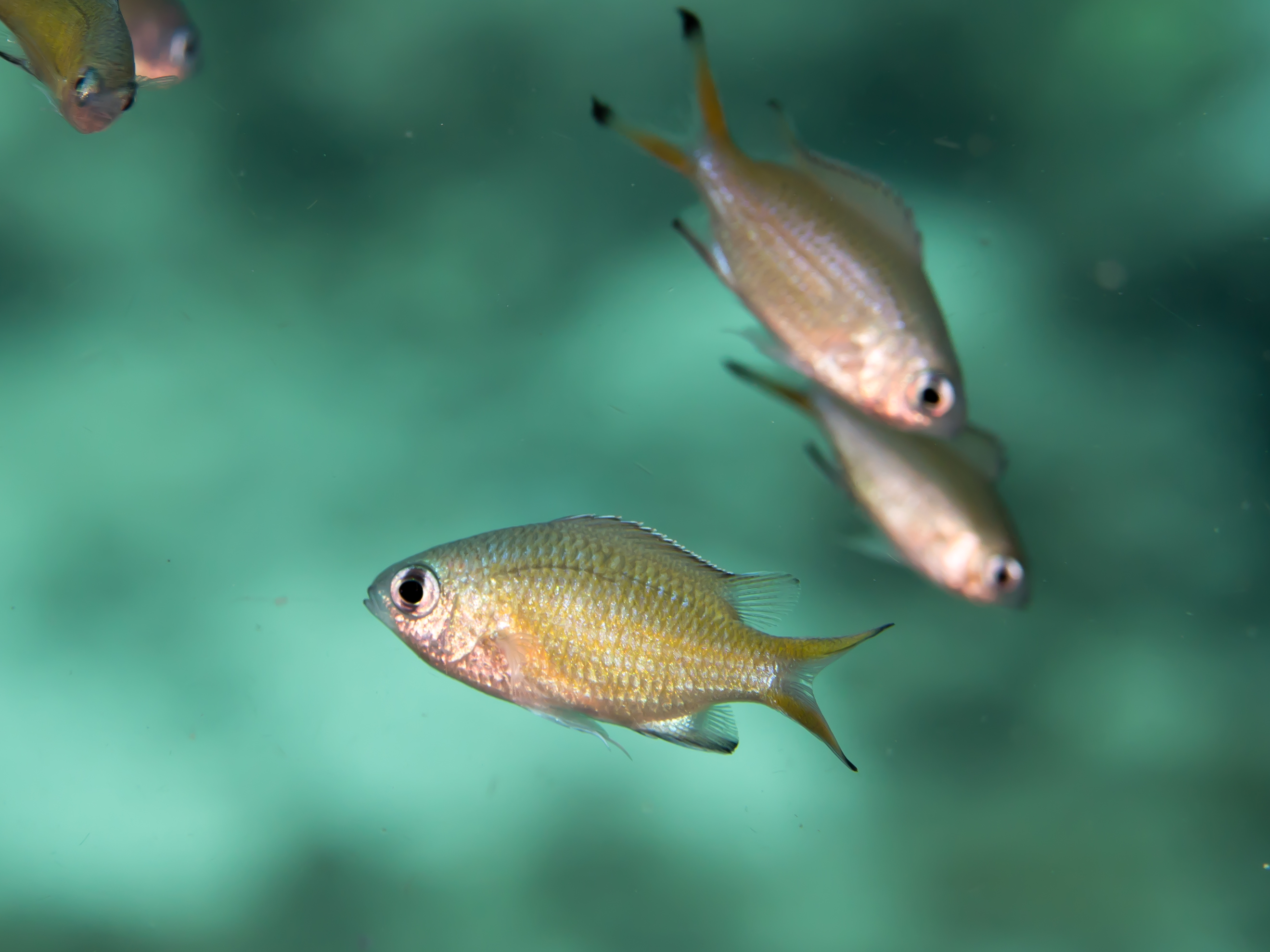
Một nhóm C. weberi

C. weberi có chiều dài cơ thể lớn nhất được ghi nhận là 13,5 cm. Cơ thể có màu xanh lam xám đến nâu xám (có thể ánh màu đồng); vảy cá được viền đen. Nắp mang và xương trước nắp mang có viền đen tạo thành vạch sọc ngắn ở hai bên má. Vạch đen băng qua đồng tử. Vây đuôi xẻ thùy, dải màu sẫm dọc theo thùy đuôi, sẫm đen ở chóp. Vây lưng mềm, vây hậu môn và vây ngực có thể phớt vàng.
Số gai ở vây lưng: 13; Số tia vây ở vây lưng: 11–12; Số gai ở vây hậu môn: 2; Số tia vây ở vây hậu môn: 11–12; Số tia vây ở vây ngực: 18–20; Số gai ở vây bụng: 1; Số tia vây ở vây bụng: 5; Số vảy đường bên: 17–19; Số lược mang: 27–32.
Cá hồng Lutjanus bohar được ghi nhận là có thể bắt chước kiểu hình của C. weberi tại Nhật Bản.

## Sinh thái học
Thức ăn của C. weberi là những loài động vật phù du. Chúng có thể sống đơn độc hoặc theo từng nhóm nhỏ. Cá đực có tập tính bảo vệ và chăm sóc trứng; trứng có độ dính và bám vào nền tổ.